# آرثر بينيت
آرثر بينيت (بالإنجليزية: Arthur Bennett)‏ (16 نوفمبر 1868 في المملكة المتحدة - 7 مايو 1899 بمرليبون في المملكة المتحدة) هو لاعب كريكت بريطاني (وحمل سابقاً جنسية المملكة المتحدة لبريطانيا العظمى وأيرلندا).